# Zavarovalnica Generali
Zavarovalnica Generali (italijansko Assicurazioni Generali) se je od ustanovitve leta 1831 v Trstu, do danes razvila v eno izmed največjih mednarodnih zavarovalniških družb na svetu. V 60 državah, preko 420 hčerinskih družb, zaposluje 74.000 ljudi. Na slovenskem trgu je Zavarovalnica Generali prisotna od leta 1996 in je po objavljenih podatkih ena največjih tujih zavarovalnic v Sloveniji.

## Skupina Generali
Skupina Generali je neodvisna italijanska skupina z močno prisotnostjo v mednarodnem prostoru. Ustanovljena pred več kot 185 leti se danes uvršča med vodilne svetovne zavarovalnice in skrbi za več kot 55 milijonov zavarovancev. Ima vodilni položaj v Zahodni Evropi, čedalje pomembnejša pa je njena prisotnost na trgih Centralne in Vzhodne Evrope ter Azije. V letu 2017 je bila Skupina Generali na lestvici Corporate Knights-a vključena med najbolj trajnostna podjetja na svetu.
Skupino Generali vodi Assicurazioni Generali, ki preko hčerinskih družb deluje po vsem svetu:
- v Afriki: La Réunion, Tunizija;
- v Ameriki: Argentina, Brazilija, Ekvador, Gvatemala, Kolumbija, Martinique, Panama, ZDA;
- v Aziji: Filipini, Hong Kong, Indija, Indonezija, Japonska, Kitajska, Malezija, Tajska, Vietnam, Združeni arabski emirati;
- v Evropi: Avstrija, Belgija, Bolgarija, Češka, Črna gora, Francija, Grčija, Guernsey, Hrvaška, Irska, Italija, Kneževina Lihtenštajn, Luksemburg, Madžarska, Nemčija, Nizozemska, Poljska, Portugalska, Romunija, Srbija, Slovaška, Slovenija, Španija, Švica, Turčija, Združeno kraljestvo.

Assicurazioni Generali je največja zavarovalnica v Italiji in tretja največja zavarovalnica v Evropi. V letu 2016 je bila uvrščena na 49. mesto lestvice Fortune Global 500.

### Dejavnost
Kot ena najpomembnejših svetovnih zavarovalnic Generali deluje v 60 državah in zaposluje več kot 74.000 ljudi.
Poslovanje Skupine Generali obsega: 
- življenjska zavarovanja,
- premoženjska in nezgodna zavarovanja,
- poslovna zavarovanja.

### Zgodovina
Družba je bila ustanovljena 26. decembra 1831, pod imenom Imperial Regia Privilegiata Compagnia di Assicurazioni Generali Austro-Italiche. V tem času je Trst veljal za najpomembnejše pristanišče Avstro-Ogrskega imperija. Sedež zavarovalnice je postal Trst, medtem ko je poslovanje v beneški regiji nadzorovala beneška izpostava. Približno leto po ustanovitvi je Assicurazioni Generali Austro-Italiche dobila dovoljenje, da na svojih dokumentih uporablja podobo dvoglavega orla, simbola Habsburžanov.
Že v prvem desetletju delovanja je Generali odprl poslovalnice v vsaki izmed takratnih držav na območju sedanje Italije, v vseh pomembnih središčih habsburškega imperija in najprometnejših evropskih pristaniščih tistega časa.
Revolucije leta 1848 so zajele tudi habsburške posesti v severni Italiji ter vplivale na nadaljnji razvoj podobe družbe. Iz svojega do tedanjega uradnega naziva je zavarovalnica umaknila pridevnik Austro-Italiche in sprejela nov simbol – leva Sv. Marka. Glava krilatega leva je bila vse do začetka 20. stoletja obrnjena v desno stran, v začetku 20. stoletja pa so jo obrnili v levo. Lev v desni šapi drži knjigo, v kateri se je tradicionalno nahajal zapis iz evangelija Sv. Marka: »Mir s teboj Marko, moj evangelist«.
Danes Skupina deluje v državah Evrope, Bližnjega Vzhoda in Vzhodne Azije. Po prometu se med njene največje trge uvršča Italija, kjer Generali zaseda pozicijo največje zavarovalnice, sledita Nemčija (pod imenom Generali Deutschland) in Francija (Generali France). Po tržnem deležu si sledijo Italija, Češka, Nemčija, Madžarska, Argentina, Slovaška, Avstrija in Kitajska.
Leta 2016 je Skupina oznanila, da se umika iz nekaterih manj perspektivnih trgov.

## Generali v Sloveniji
Generali Zavarovalnica d.d. deluje na trgu premoženjskih zavarovanj (kot so avtomobilska zavarovanja, zavarovanja nepremičnin in premičnin), življenjskih zavarovanj, nezgodnih zavarovanj, turističnih in pokojninskih zavarovanj ter poslovnih zavarovanj.
Organizirana je kot delniška družba in deluje neposredno v okviru Holdinga srednje in vzhodnoevropskih držav, ki ga obvladuje Generali CEE Holding B.V.
Na slovenskem trgu je zavarovalnica Generali prisotna od leta 1996 in je po objavljenih podatkih danes ena največjih tujih zavarovalnic v Sloveniji. V Slovenijo je stopila pod imenom Generali-SKB zavarovalnica oziroma Ljubljanska zavarovalnica. Leta 2001 je dunajska zavarovalnica Generali postala 100 % lastnica slovenske družbe, takrat se je zavarovalnica tudi preimenovala v zavarovalnico Generali. Leta 2008 je postala član Generali CEE Holdinga.
Generali v Sloveniji v 11 pisarnah, 9 škodnih centrih, preko več kot 260 pogodbenih partnerjev in več kot 100 agencij zaposluje 450 ljudi. Njegov tržni delež v Sloveniji predstavlja 4,83 %.

## Zanimivosti
V pisarni Assicurazioni Generali v Pragi je skoraj devet mesecev (od 1. novembra 1907 do 15. julija 1908) delal tudi znani pisatelj Franz Kafka.